# Martin Othmar Winterhalter
Martin Othmar Petrus Notker Winterhalter (* 4. Mai 1889 in St. Fiden, Gemeinde Tablat, Kanton St. Gallen, Schweiz; † 22. Juli 1961 in Kreuzlingen) war ein Schweizer Grossindustrieller. Er gilt als Erfinder des modernen Reissverschlusses.

## Leben
Nach seinem Studium (Abschluss mit Promotion) der Rechtswissenschaften an der Universität Leipzig kehrte das jüngste oder zweitjüngste von sieben Geschwistern 1923 wieder nach St. Gallen zurück. Dort lernte Winterhalter Gideon Sundbäck kennen. Dieser hatte eine Vorstufe des modernen Reissverschlusses entwickelt und versuchte, seine Erfindung für Europa zu verkaufen. Winterhalter erwarb daraufhin das Patent für Europa, entwickelte den ursprünglich aus Kügelchen und Klemmbacken bestehenden Verschluss weiter und ersetzte diese durch Rippen und Rillen, woraus der Name Riri entstand. Bald darauf wurden die Riri-Reissverschlüsse als Massenprodukt industriell hergestellt, zunächst in der ersten Reissverschlüsse-Fabrik in Wuppertal, später weltweit in Lizenz.
Der Sitz von Winterhalters Reissverschluss-Firma befand sich ab 1936 im neu erstellten Industriekomplex in Mendrisio. 1942 liess sich Winterhalter nach 20 Ehejahren scheiden und heiratete im gleichen Jahr die junge Nichte Inge seiner Exfrau, die ihn nach zwei Jahren verliess.  Nachdem seine Patente verfallen waren, setzte ab Mitte des 20. Jahrhunderts eine weltweite Billigproduktion von Reissverschlüssen ein, was zu einem starken Einbruch der Verkaufszahlen bei Riri führte. 
Der kinderlose Winterhalter zeigte Zeichen einer Psychose. Er gab weiterhin aus seinem Vermögen grosszügig aus. Im Januar 1949 liessen ihn eine seiner Schwestern und deren Mann gegen seinen Willen in die Psychiatrische Universitätsklinik Zürich (Burghölzli) verbringen, aus der er aber seine Entlassung erreichen konnte; im gleichen Jahr konnte er mit Hilfe seiner Verlobten Maria Lucia auch aus der Psychiatrischen Klinik Friedmatt/Basel fliehen. 1951 ließen ihn seine Geschwister endgültig entmündigen und in das psychiatrische Sanatorium Bellevue (Kreuzlingen, Kanton Thurgau, Schweiz) einweisen, wo er 1961 an den Folgen eines Kreislaufversagens verstarb. Sein Vermögen hatte er bereits vor seiner Entmündigung einer auf seinen Namen lautenden Stiftung vermacht. Beerdigt wurde er auf dem Friedhof in St. Gallen.
Die Firma Riri SA in Mendriso existiert noch heute und produziert Edel-Verschlüsse für internationale Nobelmarken.

## Verfilmung
Die RSI-SRF-3sat-monte films-Dokumentation Winterhalter - der vergessene König aus dem Jahr 2021 von Gieri Venzin widmet sich seinem Leben.